# پرگرادا
پْر ِگرادا (به کرواتی: Pregrada) شهری در کراپینا-زاگریه کشور کرواسی است که جمعیت آن در سال ۲۰۱۱ میلادی ۶٬۳۶۶ نفر بوده‌است.